# Месина
Месина (итал. Messina, на месном говору, Missina) је град у јужној Италији. Месина је трећи по величини град на Сицилији и највећи град и управно средиште истоименог Округа Месина.
Месина је позната по изузетно разорном земљотресу који је разорио град 1908. године. Он се сматра најразорнијим земљотресом у Европи у 20. веку.

## Порекло назива
Месина је добила назив по грчком граду Месини на Пелопонезу у 5. веку п. н. е. Првобитни облик је био Месене, који се временом променио до данашњег облика.

## Географија
Месина се налази у јужној Италији. Од престонице Рима град је удаљен око 700 км јужно, а од Палерма 230 км источно. Најближи већи град је Катанија, смештена 90 км јужније.

### Рељеф
Месина се развила у близини истоименог Месинског мореуза, који Сицилију одваја од остатка Италије. Стога град лежи у крајње западном делу Јонског мора. Изнад града стрмо се дижу планине Пелоритани. Вулкан Етна удаљен је око 70ак км југозападно од града. Треба истаћи и велику сеизмичност подручја, па је град током историје задесило више јаких земљотреса.

### Клима
Клима у Месини је средоземна.
| Клима (Месина)              | Клима (Месина) | Клима (Месина) | Клима (Месина) | Клима (Месина) | Клима (Месина) | Клима (Месина) | Клима (Месина) | Клима (Месина) | Клима (Месина) | Клима (Месина) | Клима (Месина) | Клима (Месина) | Клима (Месина) |
| Показатељ \ Месец           | .Јан.          | .Феб.          | .Мар.          | .Апр.          | .Мај.          | .Јун.          | .Јул.          | .Авг.          | .Сеп.          | .Окт.          | .Нов.          | .Дец.          | .Год.          |
| --------------------------- | -------------- | -------------- | -------------- | -------------- | -------------- | -------------- | -------------- | -------------- | -------------- | -------------- | -------------- | -------------- | -------------- |
| Апсолутни максимум, °C (°F) | 24,6 (76,3)    | 25,8 (78,4)    | 32,0 (89,6)    | 29,6 (85,3)    | 33,6 (92,5)    | 43,4 (110,1)   | 43,6 (110,5)   | 41,8 (107,2)   | 40,5 (104,9)   | 36,4 (97,5)    | 29,2 (84,6)    | 26,6 (79,9)    | 43,6 (110,5)   |
| Средњи максимум, °C (°F)    | 14,4 (57,9)    | 14,7 (58,5)    | 16,1 (61)      | 18,3 (64,9)    | 22,5 (72,5)    | 26,8 (80,2)    | 30,0 (86)      | 30,5 (86,9)    | 27,5 (81,5)    | 23,2 (73,8)    | 18,8 (65,8)    | 15,8 (60,4)    | 30,5 (86,9)    |
| Средњи минимум, °C (°F)     | 10,1 (50,2)    | 9,8 (49,6)     | 10,9 (51,6)    | 12,5 (54,5)    | 16,4 (61,5)    | 20,4 (68,7)    | 23,4 (74,1)    | 24,2 (75,6)    | 21,5 (70,7)    | 17,8 (64)      | 14,1 (57,4)    | 11,6 (52,9)    | 9,8 (49,6)     |
| Апсолутни минимум, °C (°F)  | 0,2 (32,4)     | −0,1 (31,8)    | −0,2 (31,6)    | 4,3 (39,7)     | 7,5 (45,5)     | 12,4 (54,3)    | 15,3 (59,5)    | 14,4 (57,9)    | 12,5 (54,5)    | 7,5 (45,5)     | 5,1 (41,2)     | 0,8 (33,4)     | −0,2 (31,6)    |
| Количина падавина, mm (in)  | 102,9 (40,51)  | 100,2 (39,45)  | 83,4 (32,83)   | 68,3 (26,89)   | 33,8 (13,31)   | 12,7 (5)       | 20,0 (7,87)    | 25,6 (10,08)   | 63,9 (25,16)   | 113,7 (44,76)  | 119,5 (47,05)  | 102,9 (40,51)  | 846,9 (333,42) |
| [ тражи се извор ]          |                |                |                |                |                |                |                |                |                |                |                |                |                |

### Воде
Месина је смештена у крајње западном делу Јонског мора. Неколико километара северније од града налази се истоимени Месински мореуз, од којег ка северу почиње Тиренско море.

## Историја

### Стари век
Месину су основали стари Грци у 8. веку п. н. е. под првобитним називом Занкле, у значењу „коса, косина“, јер је облик луке био овакав. у 5. веку п. н. е. град мења име у данашње. 264. п. н. е град је пао у римске руке. Током староримског раздобља град је био познат по важном светионику.

### Средњи век
После пропасти старог Рима град мења више господара у следећим вековима. Прво град заузимају Готи, а 535. Византинци. Град касније преузимају Арабљани-Сарацени и у њиховом поседу Месина остаје до 1061. године Нови господари били су Нормани, који оснивају државу на југу данашње Италије, која је трајала неколико следећих векова - Краљевство Сицилија. У ово време град поново постаје хришћанско средиште. Гради се много цркава и градских палата.

### Нови век
Током неколико векова постојања Краљевство Сицилија имало је неколико владарских кућа на челу - Нормани, Анжујци, Арагонци, Савоја, Хабзбурговци, Бурбони. Град је 1783. године погодио тежак земљотрес, али се град релативно брзо опоравио. Становници Месине су били веома бунтовни током 19. века, а посебно 1848. године када су избили нереди у циљу уједињења Италијана у једну државу. То се десило 12 година касније. Месина 1860. године улази у састав Краљевине Италије. После уједињења државе Месина постаје важна лука и трговиште, посебно познато по великим сајмовима. Међутим, 1909. године град је поново погођен земљотресом, у коме је живот изгубило око 60.000 грађана. Овај земљотрес се сматра најразорнијим у европској историји 20. века. Пар деценија је требало да се град поново дигне на ноге, али је Месина, као и цела јужна половина земље, неразвијенија од италијанског севера. Вишевековни јаз Југа и Севера ни данас није превазиђен, па су становници Месине и даље осетно сиромашнији од становника већих градова на северу Италије.

## Становништво
Према резултатима пописа становништва 2011. у општини је живело 243.262 становника.
| 1931.   | 1936.   | 1951.   | 1961.   | 1971.   | 1981.   | 1991.   | 2001.   | 2011.   |
| ------- | ------- | ------- | ------- | ------- | ------- | ------- | ------- | ------- |
| 179.914 | 191.966 | 220.668 | 254.603 | 250.546 | 260.233 | 231.693 | 252.026 | 243.262 |

2008. године. Месина је имала преко 240.000 становника, 2 пута више у односу на почетак 20. века. Последњих година број становника у граду расте.
Град данас има приметан удео имигрантског становништва, највише из северне Африке, Латинске Америке и источне Европе.

## Градске знаменитости
Како је Месина имала велике земљотресе у својој историји град нема много историјског наслеђа. Већина градских амбијената и грађевина је везана за 20. век. Само неколико кључних здања је обновљено у матичном руху после земљотреса 1909. и тако сачувано. Најпознатије грађевине у граду су:
- Градска катедрала из 12. века,
- Црква Анунцијата деји Каталани, из 13. века,
- Црква Санта Марија дељи Алемани, из 13. века,
- Палата Калапађ, из 18. века,
- Порта Грација, градска капија из 16. века,
- више лепих фонтана из 16. и 17. века,

## Привреда
Градском привредом доминира индустрија, а становници Месине раде у луци, бродоградилиштима, прехрамбеној индустрији, индустрији прераде метала, као и хемијској индустрији. Околина је позната по гајењу јужног воћа.

## Партнерски градови
- Кронштат

## Галерија
- Градска катедрала
- Окружно здање
- Црква Анунцијата деји Каталани
- Здање болнице